# Ранюк Юрій Миколайович
Ю́рій Микола́йович Раню́к (2 червня 1935 року на Воронежчині — 6 лютого 2017, Харків) — український фізик-експериментатор, доктор фізико-математичних наук, професор, історик науки, краєзнавець, Заслужений працівник культури України. Дійсний член НТШ.

## Біографія
У 1940 році родина Ранюків переїжджає на Сумщину, а згодом на Богодухівщину, де він мешкав та навчався. Юрій Ранюк 1958 року закінчив відділення ядерної фізики фізико-математичного факультету Харківського державного університету. У Фізико-технічному інституті в Харкові (ХФТІ) пройшов шлях від молодшого наукового працівника до керівника лабораторії відділу Фізики високих енергій.
1967 рік захистив кандидатську дисертацію на тему: «Поділ ядер фотонами і електронами високих енергій», 1976 рік — докторську: «Фотоподіл і повні адронні перерізи фотопоглинання за порогом народження піонів».
У 1989 року видавництво « Наукова думка» вийшла друком його монографія «Фотоподіл ядер за гігантськім резонансом» (співавтор В. Г. Недорєзов).
1997—2005 рр. — брав участь у спорудженні Великого адронного колайдера (Женева), та входив до складу ради ВАК.

## Дослідження в галузях  фізики
Наукова  діяльність Юрія Ранюка  у Фізико-техничному  інституті в Харкові ( ХФТІ) була присвячена експериментальним дослідженням фізики атомного ядра. Ці дослідження здійснювались на прискорювачах протонів, важких йонів, електронів, на нейтронному генераторі у ХФТІ та на прискорювачах  інших інститутів.
Перші наукові результати він одержав у ХФТІ при дослідженні взаємодії важких прискорених йонів з атомними ядрами, вивчаючи повний розпад ядер на α-частинки. В подальшому вивчення поділу атомних ядер під дією прискорених елементарних частинок і фотонів стало основною тематикою його наукових досліджень, які принесли вагомі результати. Йому вперше вдалося здійснити поділ ядер і електронами, і позитронами та порівняти ці процеси. Було з'ясовано, якою мірою ядерні реакції чутливі до заряду частинки, яка ініціює реакцію.
Згодом Юрій Миколайович провів систематичні дослідження фотоподілу ядер за гігантським резонансом і виявив важливі особливості цих ядерних реакцій. Саме на ці фундаментальні публікації посилаються у світовій літературі й досі.
У 1980 році Юрій Ранюк  керував лабораторією, дослідження якої були направлені на вивчення атомного  ядра за допомогою розсіяння електронів. Вагомі результати в лабораторії було отримано під час розсіяння електронів найлегшими ядрами-ізотопами водню та гелію. 
Важливо зазначити значний внесок Юрія Ранюка у розроблені оригінальних експериментальних методик. За його участі  та керуванням було створено систему реєстрації енергетичних втрат електронів на лінійному пришвидшувачі потужністю 2 ГеВ, багатоканальну систему реєстрації швидких нейтронів та ін.
Значну науково-організаційну роботу він очолив у Харківському осередку Наукового Товариства ім. Т. Г. Шевченка.  Багато років працював в оргкомітеті з проведення в Харкові міжнародних семінарів «Електромагнітні  взаємодії ядер при проміжних  енергіях». Входив до складу оргкомітету міжнародної конференції з ядерних треків (Дубна) та був членом Ювілейного комітету присвяченому 150-річчю від дня народження Івана Пулюя.  Працював в Українському та Американському фізичних товариствах, був членом  п’яти вчених  рад та редакційних колегій журналів, таких як «Світ фізики», « Світогляд», «Питання атомної науки і техніки», «Фізичний збірник НТШ».
З середини 90-х рр. налагодив плідну співпрацю з командою Великого Адронного Колайдера (ВАК)  Європейської Організації Ядерних Досліджень (ЦЕРН) у Женеві. І брав участь у споруджені ВАК, очолював бригаду, яка увійшла до складу колаборації ВАК виконав якісно завдання зі спорудження, налаштування, регулювання та калібрування адронного калориметра. Відтоді Юрій Миколайович входив до складу ради ВАК і брав участь в дослідження, що виконувались на цьому унікальному пристрої.
У доробку вченого понад 200 наукових, науково-популярних та присвячених історії науки публікацій.
2001р. вийшла книга «Лабораторія №1. Ядерна фізика в Україні».

## Краєзнавча робота
Як щирий патріот Слобожанщини був засновником Харківського обласного товариства «Спадщина» і першим головою Харківського обласного товариства краєзнавців. Юрій Ранюк виконав такі краєзнавчі дослідження «Шукаймо свого роду», «Слідами Сковороди». Як краєзнавець, Юрій Миколайович вів активну діяльність в «Товаристві охорони пам'яток історії та культури».

## Громадська діяльність
Юрій Ранюк був почесним головою Свято-Софіївської Православної Релігійної громади селища П'ятихатки та членом редакційної колегії часопису цієї Громади «З Богом у серці.
Багато років Юрій Миколайович за дорученням проводу Фізичного товариства Канади (ФТК) організовував відбір номінантів на почесну відзнаку ФТК (грамота і невеличка грошова премія) серед учителів середніх шкіл Слобожанщини. Щорічно призначалось дві відзнаки. Одна номінація учителям з сільських шкіл, а друга — міських шкіл. Ці відзнаки вручав особисто на почесних зібраннях в школах.

## Цікаві захоплення
Юрій Миколайович вмів вдало поєднувати свої різноманітні захоплення краєзнавця та спортсмена-підводника. Так у 1964 році Юрій Ранюк був учасником археологічних експедицій у Херсонес, зокрема у Пісочній бухті, він займався підводною археологією, згодом була опублікована книга «Загадки підводного Херсонесу» (1996) де він описував експедиції у Херсонес де на досить невеликій площі було знайдено багато уламків однотипних амфор віком понад 2000 р. Це свідчило, що на цьому місті багато століть тому затонув корабель, який віз амфори. Де йому особисто вдалося знайти на дні бухти Омега дві амфори, які він передав до Херсонського музею. Ранюк був організатором секції спортсменів-підводників УФТИ. 
Як ентузіаст байдарочного туризму він двічі проплив Дністер від верхів’я до гирла. Дуже полюбляв плавати з друзями ранньою весною під час повені на Сіверському Дінці. Немає річки на Лівобережжі, яку б Юрій Ранюк не пройшов кілька разів байдаркою. Недаром він був Почесним членом американського Географічного товариства.

## Творчий доробок
- Ранюк, Ю. Н. Загадки подводного Херсонеса / Ю. Н. Ранюк. — Харьков : Око, 1996. — 110 с.: фото.
- Ранюк, Ю. М. Лабораторія № 1. Ядерна фізика в Україні : з нагоди 70-ї річниці розщеплення атом. ядра / Юрій Ранюк ; Держ. фонд фундам. дослідж. М-ва освіти і науки України, Нац. наук. центр «Харків. фіз.-техн. ін-т». — Харків : Акта, 2001. — 589 с.: іл. — (Бібліотека Державного фонду фундаментальних досліджень). — Бібліогр.: с. 550—564. — Імен. покажч.: с. 565—577.
- Вайсберг, О. С. Холодна гора / Олександр Вайсберг ; [пер. укр., передм., комент. Ю. М. Ранюка ; Харків. правозахис. група]. — Харків : Права людини, 2010. — 587 с., [8] арк. іл. — Бібліогр.: с. 566 (9 назв).
- Лаборатория № 1 и Атомный проект СССР, 1938—1956 : док. и материалы / Нац. науч. центр. «Харьк. физ.-техн. ин-т» ; сост.: Ю. Н. Ранюк, О. С. Шевченко ; ред. А. Н. Довбня. — Харьков : ХФТИ, 2011. — 370 с.
- Четыре интервью = Four interviews : [интервью с бывшими сотрудниками Укр. физ.-техн. ин-та : В. Вайскопф, Л. Тисса, А. Ахиезер, Е. Панина] / [авт.-сост.: Ю. Н. Ранюк, Ю. А. Фрейман]. — Харьков: ХФТИ, 2010. — 199 с.
- Ранюк, Ю. М. Лабораторія № 1. Ядерна фізика в Україні / Юрій Ранок. — 2-ге вид., випр. й допов. — Харків : Акта, 2006. — 579 с.: іл. — Бібліогр.: с. 542—556. — Імен. покажч.: 557—568.
- Институт радиофизики и электроники им. А. Я. Усикова НАН Украины. 50 лет : [монография / А. А. Костенко, А. И. Носич, Ю. Н. Ранюк и др. ; редкол.: В. М. Яковенко (отв. ред.) и др.] ; Нац. акад. наук Украины, Ин-т радиофизики и электроники им. А. Я. Усикова. — Харьков : Ин-т радиофизики и электроники, 2005. — 611 с., [64] л. ил. — Библиогр. в конце гл.
- Павленко, Ю. В. Ю. Н. Ранюк, Ю. А. Храмов «Дело» УФТИ, 1935—1938 / Нац. науч. центр. «Харьк. физ.-техн. ин-т», Ин-т гуманитар. исслед. — Киев : Феникс, 1998. — 324 с.: фото. — Библиогр.: с. 320—323 (171 назв.).

## Науковий доробок
- Недорезов, В. Г., Ранюк, Ю. Н., Чистяков, С. В., Копацкая, Е. Н., Полякова, Т. А., Поляхова, Е. Н., … & Видяпин, В. И. (1989). Фотоделение ядер за гигантским резонансом. ядерная физика, 539(3), 3.
- Ранюк, Ю. Н. «Лейпунский и ядерная физика в Украине.» Известия высших учебных заведений. Ядерная энергетика 4 (2003): С. 46—56.
- Ранюк, Ю. Н. Учет влияния магнитного поля поляризованной протонной мишени на траектории заряженных частиц в экспериментах с магнитным спектрометром / Ю. Н. Ранюк, Ю. Н. Телегин, И. М. Карнаух и др.; Ан УССР, Харьк. физико-техн. инт. — Харьков, 1980. — 11с. 80/24